# Mathesis (雑誌)
Mathesis: Recueil Mathématique はポール・マンションとノイベルグが設立したベルギーの算数に関する科学学術雑誌である。Gauthier-Villarsから発刊された。
Mathesisの前身には1874年、マンション、ノイベルグ、 カタランが創立した「Nouvelle Correspondance Mathématique」がある。1880年この雑誌は発刊を辞めてしまった。そのため、1881年、ノイベルグとマンションは新たにMathesisを作った 。Mathesisもまた第一次世界大戦を理由に1915年に刊行をやめてしまったが、ノイベルグと アドルフィ・ミヌールにより、Belgian Mathematical Societyの中で1922年から再開を果たした。 Belgian Mathematical Societyそのものは1921年に創立され、Mathesisは1965年まで刊行が続いた。